# Alexander Dolezalek
Alexander Dolezalek (ur. 5 lutego 1914 w Berlinie, zm. 10 grudnia 1999 tamże) – niemiecki prawnik, SS-Obersturmführer, szef planowania sztabu Głównego Urzędu Rasy i Osadnictwa SS (niem. „Rasse- und Siedlungshauptamt” (RuSHA)) w Kraju Warty, współpracownik Sztabu Centrali Przesiedleńczej w Łodzi (niem. Umwandererzentralstelle in Litzmanstadt), twórca generalnego planu wschodniego zakładającego zniszczenie narodu polskiego.

## Życiorys

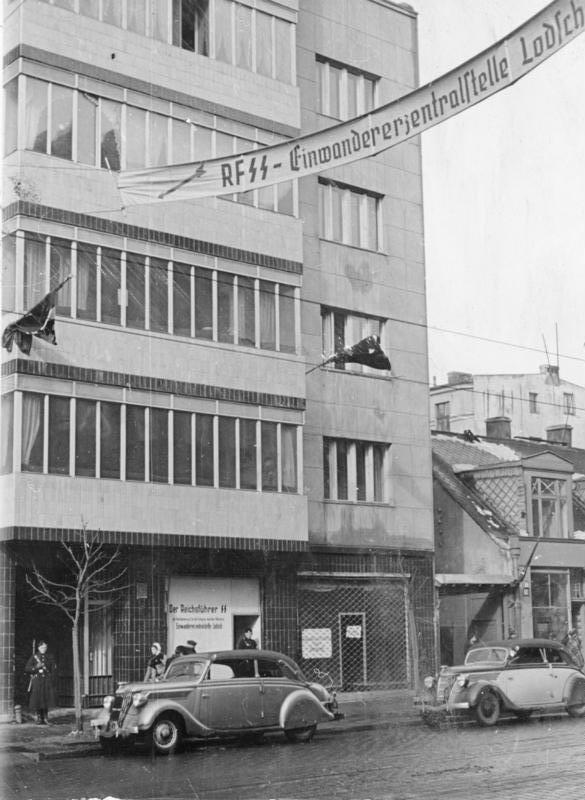
Siedziba Centrali Przesiedleńczej w Łodzi, gdzie w 1941 roku Alexander Dolezalek napisał „Memoriał w sprawie polskiej”

Alexander Dolezalek urodził się w 1914 r. w Berlinie jako syn chemika Friedricha Dolezalka. Rozpoczął studia na wydziale nauk gospodarczych, filozofii, socjologii, historii oraz prawa Uniwersytetu Technicznego w Berlinie. Podczas semestru w roku 1936 wstąpił do narodowosocjalistycznej organizacji Związek Niemieckich Studentów Narodowosocjalistycznych (niem. Nationalsozialistischer Deutscher Studentenbund). Podczas swojej nauki dwa semestry studiował na wydziale Szkoły Polityki Zagranicznej NSDAP (niem. Außenpolitisches Schulungshaus der NSDAP). Później do 1939 roku studiował prawo w Kilonii.
Wstąpił do SS gdzie otrzymał numer SS 216983. Podczas II wojny światowej razem z Otto von Fircksem i Konradem Meyerem odegrał ważną rolę w wysiedleniach tysięcy Polaków z terenów wcielonych do III Rzeszy praktycznie realizując założenia Generalnego Planu Wschodniego (Generalplan Ost), zakładającego wypędzenie Polaków oraz – w ramach niemieckiej akcji kolonizacyjnej Heim ins Reich – osadnictwo Niemców spoza terenów Rzeszy.
W okresie okupacji Polski w Poznaniu oraz Łodzi pełnił funkcję szefa Sztabu Planowania Komendy SS do Spraw Zasiedlania oraz był współautorem Generalplan Ost. 28 lutego 1941 roku w Poznaniu napisał memoriał w sprawie polskiej, w którym zaproponował w pierwszym rzędzie wysiedlanie Polaków „gorszych rasowo”, a także germanizację inteligencji oraz bogatszych warstw i „neutralizację” oraz wysiedlenie całej reszty. Podczas wojny otrzymał krzyż za zasługi wojenne.
Kwestiami narodowościowymi i planowaniem nowych granic zajmował się nawet pod koniec wojny, kiedy nazistowskie Niemcy stały w obliczu nieuchronnej klęski. Opracował wtedy Generalplan – „plan pokoju”, w którym nawet po przegranej przez Niemcy wojnie, przyszłą Europę i granice z Polską wyobrażał sobie następująco:

Jako szef Głównego Wydziału Planowania w Głównym Urzędzie SS ustawiłem na szachownicy przyszłej Europy trzydzieści sześć jej narodów. Nie uwierzy mi pan, ale idea była podobna do dzisiejszej wspólnoty [...] Polska [...] miałaby swoje miejsce [...] Poznań miał zostać przy Polsce, ale (Dolezalek uśmiecha się przepraszająco) mały obszar wokół Poznania miał zostać przy Polsce. Wszystkie tereny, gdzie mieszkali Niemcy, zostałyby przy Niemczech. Katowice w Polsce, ale tylko z tymi obszarami Śląska, które wam przypadły w plebiscycie. To, co przyłączono w wyniku powstań śląskich, wróciłoby do Niemiec. Pomorze stanowiłoby kondominium niemiecko-polskie, które było poszerzeniem Wolnego Miasta Gdańska.

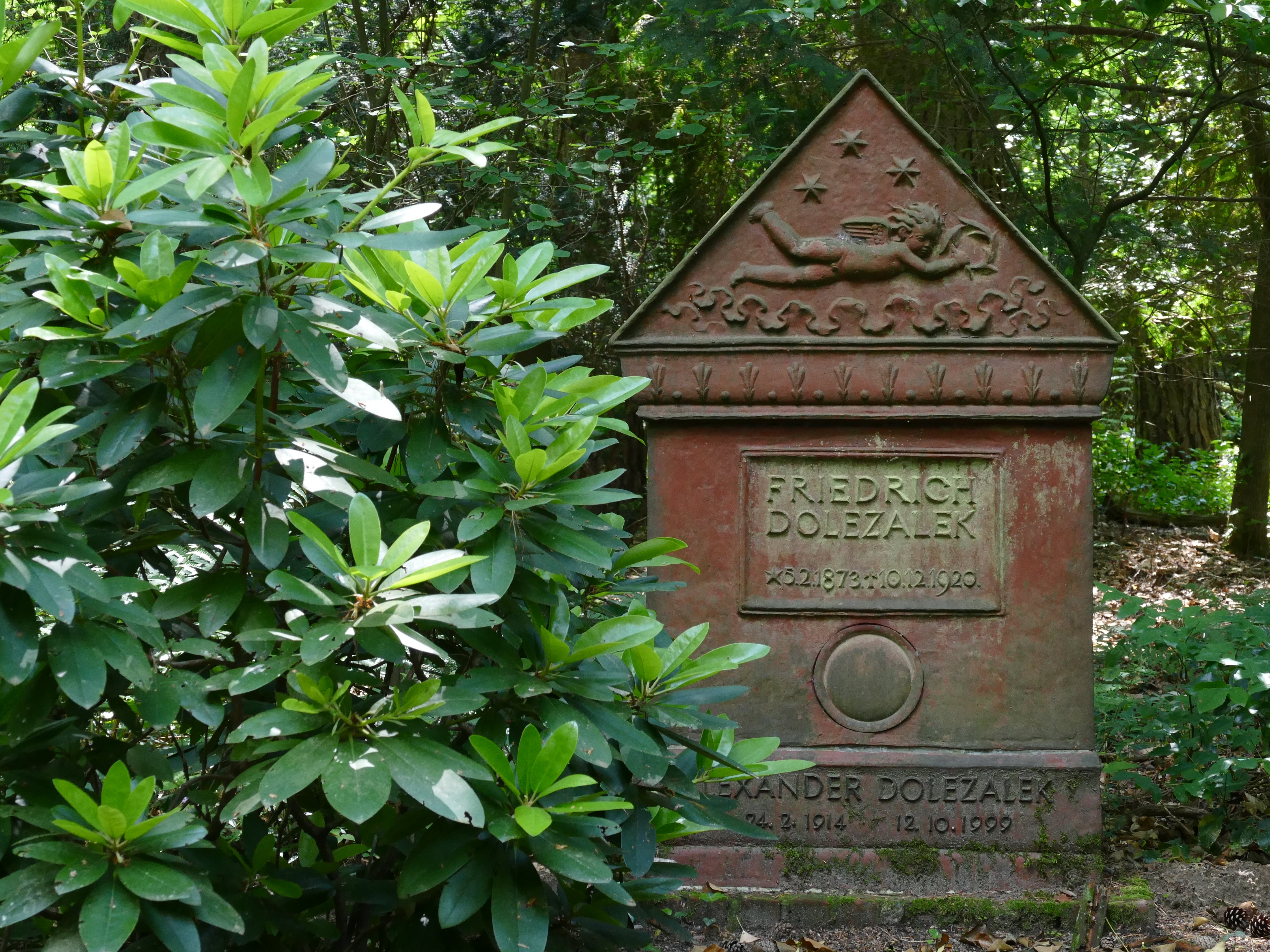
Grobowiec Friedricha Dolezalka i Aleksandra Dolezalka na cmentarzu południowo-zachodnim w Stahnsdorf

## Okres powojenny
W okresie powojennym Dolezalek zamieszkał we Vlotho w Nadrenii Północnej-Westfalii, gdzie był docentem w Ośrodku Studiów Ogólnoeuropejskich (Gesamteuropäisches Studienwerk) Instytutu Wschód-Zachód, zajmującym się kształceniem politycznym. W ośrodku zajmował się również projektami dotyczącymi Polski. Jego osoba w latach 70. pojawiła się w dwóch książkach polskiego dziennikarza Krzysztofa Kąkolewskiego pt. Co u pana słychać? oraz Biała Księga. Sprawa Dolezalka, które po przetłumaczeniu przez Armina Droßa na język niemiecki doprowadziły do skandalu medialnego i w konsekwencji do zwolnienia Dolezalka z zajmowanego stanowiska przez władze ośrodka w dniu 3 listopada 1977 roku.

## Prace
- Kerker-Gedichte, Dokumentenkabinett Studien-Sammlung für Europäische Geschichte und Zukunftsplanung, Vlotho/Weser 1987
- Rechtsnationale Tendenzen auf dem Gebiet der Bundesrepublik 1945-1967. Eine Literaturzusammenstellung, Gesamteuropäisches Studienwerk e. V., Vlotho/Weser 1967
- Die deutschen Siedlungen in der Dobrudscha, entnommen dem Jahrbuch der Deutschen in Bessarabien 1940, Berlin 1940
- Das Deutschtum in Bessarabien (kreisweise): auf Grund der russischen Volkszählung von 1897, Berlin 1940
- Die Bodenarten in der Dobrudscha: Übersichtskarte nach Stremme: Internationale Bodenkarte 1925-1937, Berlin 1940

## Odznaczenia
- Ehrenzeichen für deutsche Volkspflege
- Krzyż Żelazny 2 i 1 klasy,
- Krzyż Zasługi Wojennej
- Erdkampfabzeichen der Luftwaffe